# Mohammed Al-Menhali
Mohammed Al-Menhali (Arabic:محمد المنهالى) (sinh ngày 27 tháng 10 năm 1990) là một cầu thủ bóng đá người Các Tiểu vương quốc Ả Rập Thống nhất. Hiện tại anh thi đấu cho Al-Wahda.